# Будзішево (Куявсько-Поморське воєводство)
Будзішево (пол. Budziszewo, нім. Waitzenau) — село в Польщі, у гміні Яблоново-Поморське Бродницького повіту Куявсько-Поморського воєводства.
Населення — 159 осіб (2011).
У 1975-1998 роках село належало до Торунського воєводства.

## Демографія
Демографічна структура станом на 31 березня 2011 року:
|          | Загалом | Допрацездатний вік | Працездатний вік | Постпрацездатний вік |
| -------- | ------- | ------------------ | ---------------- | -------------------- |
| Чоловіки | 85      | 24                 | 56               | 5                    |
| Жінки    | 74      | 14                 | 49               | 11                   |
| Разом    | 159     | 38                 | 105              | 16                   |